# Smilax irrorata
Smilax irrorata là một loài thực vật có hoa trong họ Smilacaceae. Loài này được Mart. ex Griseb. miêu tả khoa học đầu tiên năm 1842.